# Język kitsai
Język kitsai, także kichai – wymarły język należący do rodziny języków kaddo, używany przez Indian Kichai w Oklahomie.
Język dokumentował w 1929 i 1930 roku antropolog Alexander Lesser z Hofstra University. Lesser nagrywał wypowiedzi ostatnich Kichai posługujących się językiem i intensywnie pracował z Kai Kai – ostatnią osobą posługująca się płynnie językiem kitsai. Notatki i nagrania Lessera są jedynym znaczącym źródłem informacji na temat języka kichai.